# Aderus subscutellaris
Aderus subscutellaris é uma espécie de inseto besouro da família Aderidae. Foi descrita cientificamente por Maurice Pic em 1929.

## Distribuição geográfica
Habita em Tonquim (Vietname).